# Pretérito Imperfeito, mais que Perfeito
Pretérito Imperfeito, mais que Perfeito é um álbum de grandes êxitos da banda brasileira de rock Resgate, lançado em julho de 2011 pela gravadora Sony Music Brasil em comemoração dos 20 anos do grupo.
Escolhendo faixas de todos os álbuns até então lançados, além da inédita "Assim Caminha a Humanidade?", o Resgate decidiu lançar o álbum como forma de relembrar a sua evolução musical e conceitual. Nas palavras do vocalista e guitarrista Zé Bruno, a banda realizou várias seleções, procurando encontrar as canções que mais agradaram ao público e o quarteto. O seu projeto gráfico conteve fotos do arquivo pessoal do conjunto, além de depoimentos dos integrantes a respeito do processo de composição das músicas escolhidas para a compilação.
Pretérito Imperfeito, mais que Perfeito foi lançado em CD, posteriormente distribuído no formato digital, recebendo avaliações positivas da mídia especializada, principalmente referente à escolha do repertório. É o último projeto com a participação do tecladista Dudu Borges, que deixaria o Resgate no ano seguinte.

## Antecedentes
Entre 2009 e 2010, o Resgate produziu o álbum Ainda não É o Último no estúdio VIP, pertencente ao tecladista e produtor da banda, Dudu Borges. Para o disco, o grupo gravou 13 canções, mas os integrantes achavam que a quantidade final era grande. Assim, concluíram que era necessário retirar uma das músicas do repertório. Dentre elas, tinham que escolher dentre "O Vesúvio" e "Assim Caminha a Humanidade?". O vocalista Zé Bruno preferiu que a última ficasse para o projeto, mas os demais optaram pela primeira.
O álbum foi o primeiro lançamento do selo evangélico da gravadora Sony Music Brasil, recebeu boas avaliações da mídia especializada e também do público. A banda passou a viajar numa constância maior em relação aos anos anteriores. No mesmo período, também promoveram uma pequena turnê em Londres entre outubro e novembro de 2010, onde gravaram o clipe de "Jack, Joe and Nancy in the Mall". Nesta época, a Gospel Records, gravadora que distribuía os discos mais antigos do Resgate, encerrou as atividades, fazendo com que todos os discos anteriores do quarteto deixassem de ser comercializados. O lançamento de uma coletânea de seus maiores sucessos tornou-se então uma forma de substituir o antigo catálogo.

Estamos acelerando a cada dia, recuperando o tempo perdido. Creio que o balanço é muito positivo. Somos uma banda velha desbravando um caminho que pra nós é novo. É como se a banda estivesse começando, tocando em lugares que nunca tocou. As pessoas estão nos vendo pela primeira vez, só que com uma diferença, já cantam as músicas há anos. É uma banda nova que o povo já conhecia. Tá bão.— Zé Bruno, a respeito da maior quantidade de shows feito pela banda neste período.

## Conceito e repertório
Achamos legal a ideia do título, a vida de cada um de nós mortais, é feita de imperfeições. Se não fosse assim, não teria graça. Ser imperfeito é o caminho perfeito para depender do que é perfeito e nunca depender da nossa imperfeição.

-Banda sobre o disco, em seu encarte.
O título Pretérito Imperfeito, mais que Perfeito foi escolhido pelo Resgate como síntese do disco. Na opinião de seus integrantes, a coletânea conta a história da banda, desde as composições mais simples e elementares do início, os problemas encontrados durante este tempo e as ações do grupo para contorná-los. Desta forma, o quinteto se viu na posição de imperfeitos, mas evoluindo para a perfeição.
Após o fim da Gospel Records, a banda decidiu lançar uma coletânea que viesse a representar os discos mais antigos, cuja distribuição seria descontinuada. O guitarrista Hamilton Gomes afirmou: "O objetivo de lançarmos esse trabalho é registrar através da nova gravadora os grandes sucessos de CDs que não mais estaremos lançando. Optamos por reunir os nossos sucessos neste trabalho e a partir daí descontinuar os trabalhos anteriores que ainda têm uma procura pelo público, mas que não tínhamos como atendê-los. Dessa forma, atendemos o público mais jovem que ainda não teve tanto acesso à nossa discografia e atendemos aos nossos fãs de longa estrada que a partir de agora têm a possibilidade de rever nossos sucessos num mesmo CD.
Segundo o vocalista Zé Bruno, o repertório do álbum foi escolhido por meio de quatro listas que a banda fez. A seleção levou em conta canções que agradam a banda e o público gostam, descartando as que não cumpriam os critérios exigidos. "Foi engraçado, tem gente que pergunta, 'por que não aquela?'. É difícil agradar a todos, mas acho que fizemos uma boa seleção." Dos álbuns até Até eu Envelhecer (2006), o Resgate chegou a dezenove canções, com três faixas dos discos On the Rock (1995) e Praise (2000). Segundo Zé, o triunfo em On the Rock ocorreu pela produção musical de Paulo Anhaia. Ele considerou que o músico foi uma "escola do rock", assistindo e supervisionando os ensaios, melhorando arranjos e auxiliando o conjunto na época. Na visão de Hamilton, Praise foi um trabalho importante para a discografia do Resgate principalmente por ter sido gravado no estúdio Midas, de Rick Bonadio (produtor que gravou com o grupo anteriormente) e ter sido produzido com equipamentos até então nunca utilizados por seus membros. Por outro lado, Eu Continuo de Pé (2002) abrangeu somente a música "Pra Todos os Efeitos", na qual, na visão de Zé Bruno, foi um dos poucos pontos positivos do álbum.
A inédita "Assim Caminha a Humanidade?" foi gravada nas sessões de Ainda não É o Último e foi guardada após a banda entrar numa discussão. Segundo Zé Bruno, havia muitas canções no repertório do disco, e acharam necessário retirar uma do álbum. "O Vesúvio" e "Assim Caminha a Humanidade?" eram as candidatas. O vocalista optou por manter a última, no entanto, os demais preferiram deixar "O Vesúvio" no projeto. Escrita pelo cantor, a faixa é, em sua opinião, autobiográfica. Seus versos abordam os erros e acertos dos seres humanos, assim como dos membros do Resgate. Mais tarde, o músico afirmou que a faixa foi a mais apropriada para Pretérito Imperfeito, mais que Perfeito.
A produção musical da coletânea como um todo foi creditada ao Resgate, embora "Assim Caminha a Humanidade?" tenha créditos exclusivos ao tecladista Dudu Borges, que a gravou no estúdio VIP, onde foi produzido Ainda não É o Último. A masterização da compilação ficou a cargo de Cláudio Abuchaim e a edição por Perle Amandini. Três canções foram reduzidas na coletânea: "Ele Vem", "Palavras" e "Passo a Passo". Sua produção ocorreu em meados de abril de 2011.

## Projeto gráfico
O encarte do álbum foi produzido por Carlos André Gomes, designer responsável pelo trabalho anterior do Resgate. O material contém várias fotos pertencentes ao arquivo pessoal da banda, incluindo depoimentos de como cada canção surgiu, abrangendo também a letra de "Assim Caminha a Humanidade?". A obra foi lançada em formato digipack.

## Lançamento e recepção da crítica
| Críticas profissionais | Críticas profissionais |
| Avaliações da crítica  | Avaliações da crítica  |
| Fonte                  | Avaliação              |
| ---------------------- | ---------------------- |
| Super Gospel           | (favorável)            |
| O Propagador           | [ 6 ]                  |

Pretérito Imperfeito, mais que Perfeito foi planejado para ser lançado entre o final de maio e o início de junho de 2011, para coincidir com o aniversário da banda. No entanto, o lançamento atrasou e saiu apenas no final de julho de 2011 no formato físico com distribuição da Sony Music Brasil. A obra recebeu avaliações positivas da mídia especializada. O portal O Propagador atribuiu uma cotação de cinco estrelas de cinco, alegando que o disco não possui apenas a função de compilar os maiores sucessos da banda, mas que, juntamente com fotos e depoimentos dos integrantes, transforma-se em uma espécie de documentário.

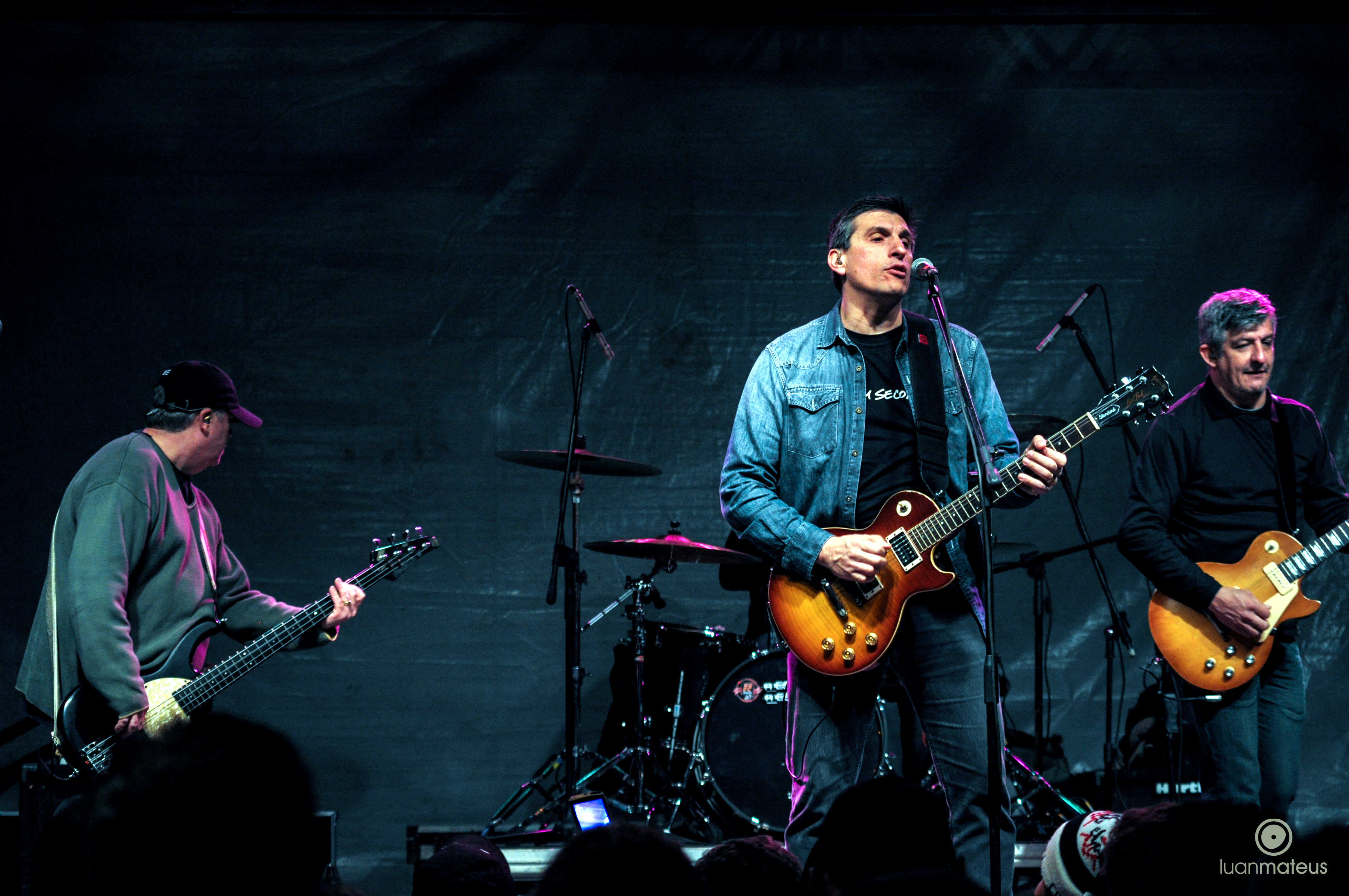
Integrantes do Resgate durante apresentação da banda em 2013. Da esquerda para a direita: Marcelo Amorim, Zé Bruno e Hamilton Gomes.

Roberto Azevedo do Super Gospel também foi favorável à compilação. O crítico destacou que por meio do disco nota-se "a evolução da banda". O autor também teceu comentários a respeito do projeto gráfico, produzido por Carlos André Gomes, relacionando com o projeto anterior, Ainda não É o Último. Em sua opinião, o design do disco tornou-o mais atrativo.
Na época do lançamento do disco, a canção "Assim Caminha a Humanidade?" foi divulgada para audição nas redes da gravadora como single. Ainda, a banda lançou um aplicativo para a plataforma iOS em comemoração dos 22 anos do Resgate, contendo sua discografia, agenda e outras informações.
Um mês antes do lançamento de Pretérito Imperfeito, mais que Perfeito, o tecladista Dudu Borges disse em entrevista ao Super Gospel que seu tempo estava cada vez mais escasso para a banda: "Só quero poder tocar mais com minha banda Resgate, que é uma coisa que me deixa muito feliz e infelizmente não tenho tido tempo nesses últimos meses... e quem sabe ainda essa começar um disco novo da banda". O disco sucessor, Este Lado para Cima, lançado em 2012 não possui a participação de Dudu e retoma a parceria do Resgate com Paulo Anhaia, enquanto Borges continuou a trabalhar com músicos e duplas da música sertaneja.

## Faixas
A seguir está a lista de faixas do disco Pretérito Imperfeito mais que Perfeito, segundo seu encarte.
| N.º            | Título                        | Compositor(es)                                   | Álbum original            | Duração |  |
| 1.             | "Rock da Vovó"                | Hamilton Gomes e Zé Bruno                        | Vida, Jesus & Rock'n'Roll | 3:43    |  |
| 2.             | "Ele Vem" (editada)           | Zé Bruno                                         | Vida, Jesus & Rock'n'Roll | 3:55    |  |
| 3.             | "Daniel"                      | Zé Bruno                                         | Novos Rumos               | 3:55    |  |
| 4.             | "Todo Som"                    | Zé Bruno                                         | Novos Rumos               | 4:26    |  |
| 5.             | "Acusador"                    | Zé Bruno                                         | On the Rock               | 3:31    |  |
| 6.             | "5:50 AM"                     | Hamilton Gomes e Zé Bruno                        | On the Rock               | 3:33    |  |
| 7.             | "Palavras" (editada)          | Zé Bruno                                         | On the Rock               | 4:03    |  |
| 8.             | "Liberdade"                   | Zé Bruno                                         | Resgate                   | 3:23    |  |
| 9.             | "Em Todo o Lugar"             | Zé Bruno                                         | Resgate                   | 3:57    |  |
| 10.            | "Restauração"                 | Hamilton, Marcelo, Zé e Jorge Bruno              | Praise                    | 4:04    |  |
| 11.            | "Infinitamente Mais"          | Hamilton, Marcelo, Zé e Jorge Bruno              | Praise                    | 3:38    |  |
| 12.            | "Nome da Paz"                 | Hamilton, Marcelo, Zé, Jorge e Estevam Hernandes | Praise                    | 3:55    |  |
| 13.            | "Luciféia"                    | Hamilton, Marcelo, Zé, Jorge e Estevam Hernandes | Acústico                  | 3:22    |  |
| 14.            | "Água Viva"                   | Hamilton, Marcelo, Zé, Jorge e Sônia Hernandes   | Acústico                  | 4:32    |  |
| 15.            | "Para Todos os Efeitos"       | Zé Bruno                                         | Eu Continuo de Pé         | 4:07    |  |
| 16.            | "O Rio"                       | Zé Bruno                                         | Ao Vivo                   | 3:43    |  |
| 17.            | "Meu Lugar"                   | Zé Bruno                                         | Ao Vivo                   | 3:54    |  |
| 18.            | "Passo a Passo" (editada)     | Hamilton, Marcelo, Zé e Jorge Bruno              | Até eu Envelhecer         | 3:48    |  |
| 19.            | "Astronauta"                  | Hamilton Gomes e Zé Bruno                        | Até eu Envelhecer         | 4:33    |  |
| 20.            | "Assim Caminha a Humanidade?" | Zé Bruno                                         |                           | 4:08    |  |
| Duração total: | Duração total:                | Duração total:                                   | Duração total:            | 78:19   |  |

## Ficha técnica
A seguir estão listados os músicos envolvidos na produção de Pretérito Imperfeito, mais que Perfeito:
Banda
- Zé Bruno - vocais, guitarras, teclados e violão
- Hamilton Gomes - guitarras, violão e vocais de apoio
- Marcelo Amorim - baixo
- Jorge Bruno - bateria
- Dudu Borges - produção musical, teclados, piano, programação e órgão hammond

Músicos convidados
- Paulo Anhaia - teclado, vocal de apoio
- Rick Bonadio - engenheiro de áudio
- Edson Guidetti - guitarra
- Woody - piano, órgão hammond
- Priscila - vocal de apoio
- Dani Quirino - vocal de apoio
- Fati - vocal de apoio
- Érica - vocal de apoio
- Léia - vocal de apoio
- Débora - vocal de apoio

Equipe técnica
- Resgate - produção musical
- Claudio Abuchaim - masterização
- Perle Amandini - edição

Projeto gráfico e design
- Carlos André Gomes - design e direção de arte
- Rony Santos - assistência de arte
- Sandro Mesquita - supervisão de arte